# Aleksandr Loekjanov
Aleksandr Loekjanov (Moskou, 19 augustus 1949) is een voormalig Russisch stuurman bij het roeien. Loekjanov nam vijfmaal deel aan de Olympische Zomerspelen driemaal voor de Sovjet-Unie en tweemaal namens Rusland. Loekjanov behaalde zijn grootste successen in de vier-met-stuurman. In 1975 stuurde Loekjanov de vier naar de wereldtitel en een jaar later naar olympisch goud. Loekjanovin won in 1980 in zijn geboortestad Moskou de olympische zilveren medaille in twee-met-stuurman. Doordat de Sovjet-Unie de spelen van 1984 boycotte kon hij niet deelnemen. Bij Loekjanov zijn volgende olympische kans in Seoel won hij de zilveren medaille in de acht. Loekjanov nam in 1996 voor de vierde maal deel aan de spelen ditmaal namens Rusland en won toen de bronzen medaille in de acht achter Nederland en Duitsland. Bij Loekjanov zijn laatste olympische optreden in Sydney ging hij voor eerst zonder medaille naar huis omdat hij slechts als negende eindigde in de acht.

## Resultaten
- Wereldkampioenschappen roeien 1974 in Luzern  in de twee-met-stuurman
- Wereldkampioenschappen roeien 1975 in Nottingham  in de vier-met-stuurman
- Olympische Zomerspelen 1976 in Montreal  in de vier-met-stuurman
- Olympische Zomerspelen 1980 in Moskou  in de twee-met-stuurman
- Wereldkampioenschappen roeien 1981 in München 6e in de acht
- Wereldkampioenschappen roeien 1987 in Kopenhagen 7e in de acht
- Olympische Zomerspelen 1988 in Seoel  in de acht
- Olympische Zomerspelen 1996 in Atlanta  in de acht
- Wereldkampioenschappen roeien 1998 in Keulen 4e in de acht
- Wereldkampioenschappen roeien 1999 in St. Catharines  in de acht
- Wereldkampioenschappen roeien 1999 in St. Catharines 6e in de twee-met-stuurman
- Olympische Zomerspelen 2000 in Sydney 9e in de acht
- Wereldkampioenschappen roeien 2001 in Luzern 7e in de twee-met-stuurman
- Wereldkampioenschappen roeien 2001 in Luzern 8e in de acht

1900: Henri Bouckaert & Jean Cau & Émile Delchambre & Henri Hazebrouck & Charlot / Gustav Goßler & Oskar Goßler & Walter Katzenstein & Waldemar Tietgens & Carl Goßler  ·
1912: Albert Arnheiter & Hermann Wilker  & Otto Fickeisen & Rudolf Fickeisen & Otto Maier·
1920: Willy Brüderlin & Max Rudolf & Paul Rudolf & Hans Walter & Paul Staub · 
1924: Émile Albrecht & Alfred Probst & Eugen Sigg & Hans Walter & Émile Lachapelle ·
1928: Valerio Perentin & Giliante D'Este & Nicolò Vittori & Giovanni Delise & Renato Petronio ·
1932: Hans Eller & Horst Hoeck & Walter Meyer & Joachim Spremberg & Carlheinz Neumann ·
1936: Hans Maier & Walter Volle & Ernst Gaber & Paul Söllner & Fritz Bauer·
1948: Warren Westlund & Gordon Giovanelli & Robert Martin & Robert Will & Allen Morgan ·
1952: Karel Mejta & Jiří Havlis & Jan Jindra & Stanislav Lusk & Miroslav Koranda ·
1956: Alberto Winkler & Romano Sgheiz & Angelo Vanzin & Franco Trincavelli & Ivo Stefanoni ·
1960: Gerd Cintl & Horst Effertz & Klaus Riekemann & Jürgen Litz & Michael Obst·
1964: Peter Neusel & Bernhard Britting & Joachim Werner & Egbert Hirschfelder & Jürgen Oelke ·
1968: Dick Joyce & Ross Collinge & Dudley Storey & Warren Cole & Simon Dickie ·
1972: Peter Berger & Hans-Johann Färber & Gerhard Auer & Alois Bierl & Uwe Benter ·
1976: Vladimir Jesjinov & Nikolai Ivanov & Michail Koeznetsov & Aleksandr Klepikov & Aleksandr Loekjanov ·
1980: Dieter Wendisch & Ullrich Dießner & Walter Dießner & Gottfried Döhn & Andreas Gregor ·
1984: Martin Cross & Richard Budgett & Andy Holmes & Steve Redgrave & Adrian Ellison·
1988: Bernd Niesecke & Karsten Schmeling & Bernd Eichwurzel & Frank Klawonn & Hendrik Reiher ·
1992: Iulică Ruican & Viorel Talapan & Dimitrie Popescu & Nicolae Țaga & Dumitru Răducanu